# Scott Fisher
Scott Ray Fisher (* 1967 in Kodiak in Alaska, Vereinigte Staaten) ist ein amerikanischer Filmtechniker für visuelle Effekte und Stuntman, der seit Beginn seiner Karriere Ende der 1980er Jahre an mehr als 50 Film- und Fernsehproduktionen beteiligt war. 

## Leben
Scott Fisher ist der Sohn von Thomas L. Fisher, der ebenfalls als Spezialeffektkünstler tätig ist.
Bei der Oscarverleihung 2015 wurde Fisher zusammen mit Paul Franklin, Andrew Lockley und Ian Hunter für seine Arbeit für den Science-Fiction-Film Interstellar mit einem Oscar in der Kategorie „Beste visuelle Effekte“ ausgezeichnet. Für den Film erhielt Fisher zusammen mit Franklin, Lockley und Hunter eine weitere Auszeichnung, den British Academy Film Award. Einen weiteren British Academy Film Award und einen Oscar erhielt er 2021 für die Spezialeffekte zum Actionfilm Tenet. 
Für Joseph Kosinskis Actionfilm Top Gun: Maverick von 2022 mit Tom Cruise in der Titelrolle erhielt Fisher gemeinsam mit Seth Hill, Bryan Litson und Ryan Tudhope eine Oscarnominierung für die am 12. März 2023 stattfindende Oscarverleihung in der Kategorie „Beste visuelle Effekte“.

## Filmografie (Auswahl)
- 1989: Renegades – Auf eigene Faust (Renegades)
- 1990: Die totale Erinnerung – Total Recall (Total Recall)
- 1991: Terminator 2 – Tag der Abrechnung (Terminator 2: Judgment Day)
- 1992: Der letzte Mohikaner (The Last of the Mohicans)
- 1993: Last Action Hero
- 1994: True Lies – Wahre Lügen (True Lies)
- 1995: Batman Forever (Spezialeffekte und Stunts)
- 1997: Titanic
- 1997: Die Verschwörung im Schatten (Shadow Conspiracy, Stunts)
- 1999: End of Days – Nacht ohne Morgen (End of Days)
- 2000: The Others (Fernsehserie)
- 2000: Supernova
- 2001: A.I. – Künstliche Intelligenz (A.I. – Artificial Intelligence)
- 2002: Men in Black II
- 2002: Minority Report
- 2003: Hulk (Spezialeffekte und Stunts)
- 2004: Lemony Snicket – Rätselhafte Ereignisse (Lemony Snicket’s A Series Of Unfortunate Events)
- 2004: Terminal (The Terminal)
- 2004: Van Helsing
- 2005: Die Geisha (Memoirs of a Geisha)
- 2006: Jede Sekunde zählt – The Guardian (The Guardian)
- 2006: Pirates of the Caribbean – Fluch der Karibik 2 (Pirates of the Caribbean: Dead Man’s Chest)
- 2007: Walk Hard: Die Dewey Cox Story (Walk Hard: The Dewey Cox Story)
- 2007: Das Beste kommt zum Schluss (The Bucket List)
- 2007: Machtlos (Rendition)
- 2007: Die Eisprinzen (Blades of Glory)
- 2008: Bedtime Stories
- 2008: Twilight – Biss zum Morgengrauen (Twilight)
- 2008: Real World/Road Rules Challenge (Fernsehserie, Stunts)
- 2009: Die Jagd zum magischen Berg (Race to Witch Mountain, Stunts)
- 2010: Navy CIS: L.A. (NCIS: Los Angeles, Fernsehserie)
- 2010: Inception
- 2010: Beneath the Dark – Tödliche Bestimmung (Beneath the Dark)
- 2010: Greenberg
- 2011: X-Men: Erste Entscheidung (X-Men: First Class)
- 2012: The Dark Knight Rises
- 2012: John Carter – Zwischen zwei Welten (John Carter)
- 2013: Hangover 3 (The Hangover: Part III)
- 2014: Herz aus Stahl (Fury)
- 2014: Transcendence
- 2014: Need for Speed
- 2014: Die Bestimmung – Divergent (Divergent, Stunts)
- 2014: Interstellar
- 2015: Fast & Furious 7 (Furious 7, Stunts)
- 2015: Der Kaufhaus Cop 2 (Paul Blart: Mall Cop 2, Stunts)
- 2016: The Nice Guys
- 2016: Suicide Squad
- 2016: The Great Wall (Stunts)
- 2017: Dunkirk
- 2017: Bright
- 2017: xXx: Die Rückkehr des Xander Cage (xXx: Return of Xander Cage, Stunts)
- 2018: Ant-Man and the Wasp (Stunts)
- 2019: Fast & Furious: Hobbs & Shaw (Fast & Furious Presents: Hobbs & Shaw, Stunts)
- 2020: Tenet
- 2021: Macbeth (The Tragedy of Macbeth)
- 2021–2022: Das Buch von Boba Fett (The Book of Boba Fett, Fernsehserie, 7 Folgen)
- 2022: Uncharted (Stunts)
- 2022: Top Gun: Maverick
- 2022: Nope
- 2023: Oppenheimer